# Гіперкальціурія
Гіперкальціурія - це підвищений вміст кальцію в сечі. Хронічна гіперкальціурія може призвести до порушення функції нирок, нефрокальцинозу та хронічної хвороби нирок. Нирки пацієнтів з гіперкальціурією виділяють більший рівень кальцію, ніж зазвичай, чому існує багато можливих причин. 
В кров кальцій може надходити одним із двох шляхів: через кишечник, де організм засвоює більшу кількість кальцію, ніж в нормі, або мобілізується із кісткок. Після початкового 24-годинного аналізу вмісту кальцію в сечі та додаткового лабораторного дослідження можна провести сканування щільності кісткової тканини (DSX), щоб визначити, чи мобілізовано кальцій з кісток.
Гіперкальціурія може бути спричинена генетичними чинниками. 

## Ознаки та симптоми
Клінічних ознак або симптомів самої гіперкальціурії немає, але підвищений вміст кальцію в сечі може сприяти прискореній втраті кальцію з кісток, що призводить до остеопорозу. Крім того, гіперкальціурія може сприяти утворенню каменів у нирках, що може супроводжуватися минущим болем у боці або спині. Відходження каменів може бути болісним, а в крайніх випадках – викликати пошкодження нирок.   Пацієнти, у яких в нирках утворюються і які мають гіперкальціурію, мають підвищений ризик втрати кісткової маси, що призводить до остеопорозу. 

## Причини
Існує низка причин гіперкальціурії, включаючи генетичну (ідіопатична), первинний гіперпаратиреоз, іммобілізацію, хворобу Педжета, мієломну хворобу, надлишок кальцію в раціоні, надлишок вітаміну D / підвищену чутливість, гіперкальціурію, спричинену ліками, саркоїдоз, гіпертиреоз, хворобу Кушинга та канальцевий ацидоз нирок.  
Ідіопатична гіперкальціурія визначається як підвищений вміст кальцію в сечі без визначеної причини, незважаючи на низьке або нормальне споживання кальцію та інші нормальні лабораторні показники.  На додаток до гіперкальціурії, ці особи часто мають низьку щільність кісток. Причиноою може бути базовий генетичний компонент, який недоступний для поточного генетичного тестування.  У сімейних випадках зазвичай уражаються 50% родичів першого ступеня. Незважаючи на потенційний генетичний компонент, на рівень кальцію в сечі можуть впливати харчові продукти, включаючи натрій, білок і цукор. 

## Діагностика
Золотим стандартом для оцінки гіперкальціурії є 24-годинний збір сечі. Нормальний діапазон кальцію вважається від 100 до 300 міліграмів на день (мг/день) зі стандартним споживанням кальцію. Гіперкальціурія діагностується при значенні вище 300 мг/добу. 
У разі гіперкальціурії необхідне додаткове лабораторне дослідження для виявлення потенційної основної причини.

## Лікування

### Дієтичні втручання
Пацієнтам із низькою щільністю кісткової тканини, гіперкальціурією та утворенням каменів слід збільшити щоденне споживання рідини та зосередитися на дієті з низьким вмістом натрію та білка. Було показано, що зменшення споживання кальцію сприяє подальшому прогресуванню втрати кісткової маси без впливу на втрату кальцію з сечею. 

### Фармакологічні втручання
Застосування тіазидних діуретиків ефективно зменшує втрату кальцію з сечею та має активуючий вплив на клітини, що утворюють кістку.  Цитрат калію в поєднанні з тіазидними діуретиками є ще одним препаратом, який, як було показано, позитивно впливає на формування кісток, але також зменшує кристалізацію каменів на основі кальцію в нирках.  
Для лікування остеопорозу використовуються інші препарати, включаючи бісфосфонати, але вони не впливають на рівень кальцію в сечі. 

## Дивіться також
- Камені в нирках
- Нефрокальциноз
- Хвороба Дента
- Гіперкальціємія, підвищений рівень кальцію в крові
- Веганське харчування
- Гіперпаратиреоз
- Токсичність вітаміну D